# Parti des pirates (Allemagne)
Pour Parti pirate, voir Liste des partis pirates.
Le Parti des pirates (en allemand : Piratenpartei Deutschland, abrégé en PIRATEN), est un parti politique allemand créé en 2006, inspiré par le Piratpartiet suédois,. Le parti parvient à décrocher des sièges lors des élections aux assemblées de quatre Länder à partir de son entrée à la Chambre des députés de Berlin fin 2011, mais il connaît par la suite un échec et perd tous ses sièges en 2017. Il compte également plusieurs dizaines de conseillers municipaux.

## Nom
L'intitulé du parti en langue allemande s'éloigne légèrement du terme suédois original, Piratpartiet (pirat un adjectif). Piraten ne peut qu'être un nom, en l'occurrence au pluriel, ce qui fait de Piratenpartei « le Parti des Pirates ». Cette traduction est attestée par Le Figaro, France Culture, Radio France internationale, l'Agence France-Presse, l'Agence télégraphique suisse, Euronews et Arte.

## Programme
Les pirates allemands militent pour la démocratie directe sur internet et plus de transparence en politique. Ils accordent de l'attention à la protection des animaux, à la légalisation des drogues, au mariage homosexuel, au droit à l'adoption pour les couples homosexuels et au développement des réseaux de transports en commun. Le parti des pirates allemands est un parti libertaire.

### Évolution du nombre des membres

Nombre de membres du Parti des Pirates allemand dans le temps. Mise à jour du 30 mars 2017.

## Historique

### Équipe dirigeante
Les Pirates allemands ont l'habitude de renouveler régulièrement leur équipe dirigeante. Une élection est réalisée chaque année, notamment lors du décollage électoral du parti en 2011.
| Année     | Président (Vorsitzender) | Président adjoint                | Trésorier         | Directeur politique (Politischer Geschäftsführer)                                                   | Directeur politique (Politischer Geschäftsführer)                                                   | Secrétaire général                                                                                  | Secrétaire général                                                                                  | Élection           |
| --------- | ------------------------ | -------------------------------- | ----------------- | --------------------------------------------------------------------------------------------------- | --------------------------------------------------------------------------------------------------- | --------------------------------------------------------------------------------------------------- | --------------------------------------------------------------------------------------------------- | ------------------ |
| 2006-07   | Christof Leng            | Jens Seipenbusch                 | Peter Böhm        | Jan Huwald                                                                                          | Jan Huwald                                                                                          | Stefan Lamprecht                                                                                    | Stefan Lamprecht                                                                                    | 10 septembre 2006  |
| 2007-08   | Jens Seipenbusch         | Sven Riedel                      | Peter Böhm        | Jan Huwald                                                                                          | Jan Huwald                                                                                          | Bastian Grundmann                                                                                   | Bastian Grundmann                                                                                   | 20 mai 2007        |
| 2008-09   | Dirk Hillbrecht          | Jens Seipenbusch                 | Sebastian Schäfer | Bernhard Schillo                                                                                    | Bernhard Schillo                                                                                    | Hauke Kruppa                                                                                        | Hauke Kruppa                                                                                        | 18 mai 2008        |
|           |                          |                                  |                   | Observateurs (Beisitzer)                                                                            | | | |                    |
| 2009-10   | Jens Seipenbusch         | Andreas Popp                     | Bernd Schlömer    | Stefan Koenig (le 10 mai 2010), Nicole Hornung, Thorsten Wirth, Jan Simons                          | Stefan Koenig (le 10 mai 2010), Nicole Hornung, Thorsten Wirth, Jan Simons                          | Stefan Koenig (le 10 mai 2010), Nicole Hornung, Thorsten Wirth, Jan Simons                          | Stefan Koenig (le 10 mai 2010), Nicole Hornung, Thorsten Wirth, Jan Simons                          | 4 juillet 2009,    |
| 2010-11   | Jens Seipenbusch         | Andreas Popp                     | Bernd Schlömer    | Benjamin Stöcker (démissionne le 5 août 2010), Christopher Lauer, Daniel Flachshaar, Wolfgang Dudda | Benjamin Stöcker (démissionne le 5 août 2010), Christopher Lauer, Daniel Flachshaar, Wolfgang Dudda | Benjamin Stöcker (démissionne le 5 août 2010), Christopher Lauer, Daniel Flachshaar, Wolfgang Dudda | Benjamin Stöcker (démissionne le 5 août 2010), Christopher Lauer, Daniel Flachshaar, Wolfgang Dudda | 15-16 mai 2010     |
|           |                          |                                  |                   | Directeur politique (Politischer Geschäftsführer)                                                   | Secrétaire général                                                                                  | Secrétaire général                                                                                  | Observateurs (Beisitzer)                                                                            |                    |
| 2011-12   | Sebastian Nerz           | Bernd Schlömer                   | Rene Brosig       | Marina Weisband                                                                                     | Wilm Schumacher                                                                                     | Wilm Schumacher                                                                                     | Matthias Schrade, Gefion Thürmer                                                                    | 14-15 mai 2011     |
| 2012-13   | Bernd Schlömer           | Sebastian Nerz, Markus Barenhoff | Swanhild Goetze   | Johannes Ponader                                                                                    | Sven Schomacker                                                                                     | Sven Schomacker                                                                                     | Klaus Peukert, Matthias Schrade, Julia Schramm                                                      | 28-29 avril 2012   |
| 2013      | Bernd Schlömer           | Sebastian Nerz, Markus Barenhoff | Swanhild Goetze   | Katharina Nocun                                                                                     | Sven Schomacker                                                                                     | Sven Schomacker                                                                                     | Klaus Peukert, Andreas Popp, Christophe Chan Hin                                                    | 10-12 mai 2013     |
| 2013-14   | Thorsten Wirth           | Carolin Mahn-Gauseweg            | Stefan Bartels    | Björn Semrau                                                                                        | Stephanie Schmiedke                                                                                 | Stephanie Schmiedke                                                                                 | | 10-12 mai 2013     |
| 2014-2015 | Stefan Körner            | Carsten Sawosch                  | Stefan Bartels    | Kristos Thingilouthis                                                                               | Stephanie Schmiedke                                                                                 | Stephanie Schmiedke                                                                                 | | 28-29 juin 2014    |
| 2015-16   | Stefan Körner            | Carsten Sawosch                  | Stefan Bartels    | Kristos Thingilouthis                                                                               | Stephanie Schmiedke                                                                                 | Stephanie Schmiedke                                                                                 | | 25-25 juillet 2015 |
| 2016-17   | Patrick Schiffer         | Carsten Sawosch                  | Lothar Krauß      | Kristos Thingilouthis                                                                               | Michael Kurt Bahr                                                                                   | Michael Kurt Bahr                                                                                   | | 27-28 août 2016    |

### Membres

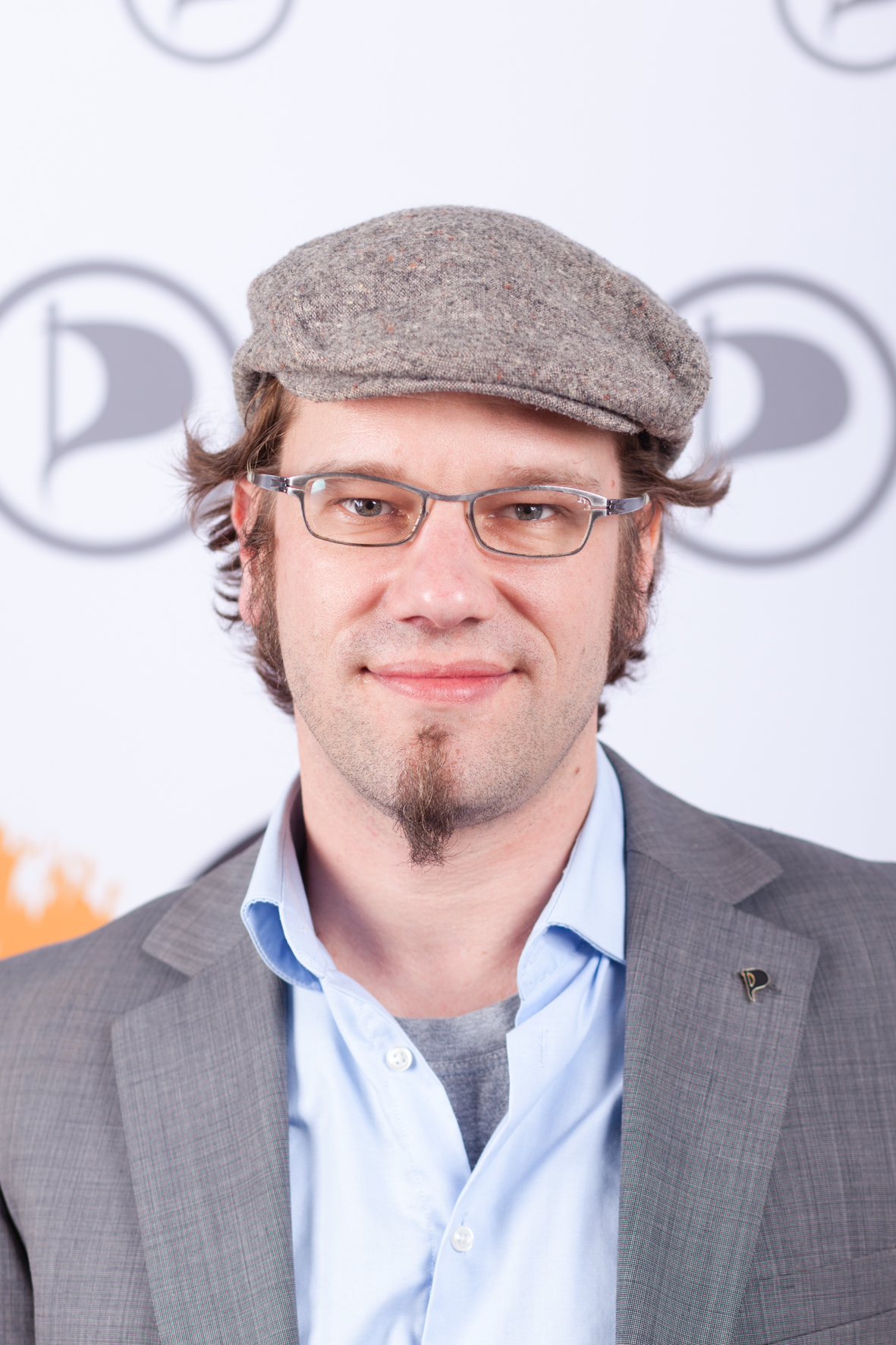
Patrick Schiffer, président du Parti des pirates en 2016-2017.

En décembre 2011, le Parti pirate réunit son premier congrès fédéral à Offenbach-sur-le-Main, dans la Hesse. La motion adoptée, proposée par Johannes Ponader, obtient 66,9 % des voix de 1 200 délégués et prévoit la mise en œuvre d'une allocation universelle.
À chaque nouvelle entrée dans le parlement d'un Land, le parti connaît une forte progression dans les intentions de vote pour les élections fédérales de 2013. Ils dépassent le seuil de représentativité des 5 % après leur entrée à Berlin en septembre, fluctuent ensuite autour des 7 % et lors des élections en Sarre en mars 2012, ils atteignent 12 %. Après leur entrée aux Landtag de Schleswig-Holstein et de Rhénanie-du-Nord-Westphalie en mai, leur résultat se tasse un peu toutefois. Enfin en 2013, leur résultat retombe autour de 2 % dans les élections régionales de Basse-Saxe, de Bavière ou de Hesse comme lors des élections législatives fédérales du 22 septembre.

## Résultats électoraux
Après quelques tentatives aux élections des Länder en 2008, le parti forme une liste aux élections européennes de 2009 où il reçoit moins de 1 % (229 117 voix),. Le même jour, la section suédoise remporte deux sièges, les premiers du mouvement international.
Quelques jours après, juste avant la clôture de la seizième législature du Bundestag, Jörg Tauss, député fédéral depuis sept ans, abandonne le Parti social-démocrate d'Allemagne (SPD) dont il était membre depuis 38 ans, pour se joindre au Parti pirate. En effet, le SPD approuve la censure de la pédopornographie sur Internet, ce qui ouvre la voie selon lui à une plus grande intrusion de l'État dans la vie privée. Il n'est cependant pas réélu en septembre suivant, son parti réalisant 2 %.
Le Parti des pirates, après avoir obtenu de faibles scores, se renforce à la fin d'une année 2011 très chargée électoralement. C'est aux élections régionales de 2011 à Berlin que, pour la première fois, les Piraten remportent des sièges dans un parlement local. Ils entrent à la Chambre des députés après une campagne sur un ton décalé, provocateur, qui réussit auprès des jeunes Berlinois. 
En 2012, les Pirates font alors véritablement leur entrée dans la politique allemande en obtenant quatre sièges (sur 51) lors des élections en Sarre de mars. En mai, ils en remportent 6 (sur 69) lors des élections du Landtag de Schleswig-Holstein et 20 sièges (sur 237) lors des élections en Rhénanie-du-Nord-Westphalie.
Mais cette percée aussi soudaine qu’inattendue ne fait pas long feu. À la fin de l'année 2012, les intentions de vote fédérales en faveur du PP décroissent, éloignant la perspective d'une entrée du parti au Bundestag. Lors des élections du Landtag de Basse-Saxe, le 20 janvier 2013, le PP n'obtient que 2,1 % des suffrages exprimés, très loin du seuil de 5 % permettant d'obtenir des élus. Le 15 septembre suivant, le parti n'obtient que 2 % des voix lors des élections législatives régionales en Bavière et aucun élu. Enfin, lors des élections fédérales du 22 septembre, le parti ne totalise que 2,2 % des suffrages.
Lors du renouvellement des assemblées régionales où le parti est présent, il connaît un grave échec, ne totalisant plus que 1,7 % des voix lors des élections berlinoises en septembre 2016. La situation se répète lors des trois élections régionales en 2017, successivement en Sarre, dans le Schleswig-Holstein et en Rhénanie-du-Nord-Westphalie où le parti réalise de faibles scores et perd tous ses sièges.

### Élections au Bundestag
| Année | %   | Mandats | Rang |
| ----- | --- | ------- | ---- |
| 2009  | 2,0 | 0 / 622 | 6e   |
| 2013  | 2,2 | 0 / 631 | 7e   |
| 2017  | 0,4 | 0 / 709 | 12e  |
| 2021  | 0,4 | 0 / 736 | 13e  |

### Élections européennes
| Année | %   | Mandats | Rang | Groupe    |
| ----- | --- | ------- | ---- | --------- |
| 2009  | 0,9 | 0 / 99  | 10e  |           |
| 2014  | 1,6 | 1 / 96  | 8e   | Verts/ALE |
| 2019  | 0,6 | 1 / 96  | 14e  | Verts/ALE |
| 2024  | 0,5 | 0 / 96  | 15e  |           |

### Élections dans les Länder
| Année | BW  | BY  | BE  | BB  | HB  | HH  | HE  | MV  | NI  | NW  | RP  | SA  | SN  | ST  | SH  | TH  |
| ----- | --- | --- | --- | --- | --- | --- | --- | --- | --- | --- | --- | --- | --- | --- | --- | --- |
| 2008  |     |     |     |     |     | 0,2 | 0,3 |     |     |     |     |     |     |     |     |     |
| 2009  |     | 0,5 |     | 1,9 | 1,8 | 0,2 |     |     |     |     |     |     |     |     |     |     |
| 2010  | 1,6 | 0,5 |     | 1,9 | 1,8 | 0,2 |     |     |     |     |     |     |     |     |     |     |
| 2011  | 1,6 | 0,5 | 2,1 | 1,9 | 1,8 | 8,9 | 1,9 | 2,1 | 1,9 | 1,6 | 1,4 |     |     |     |     |     |
| 2012  | 7,8 | 0,5 | 2,1 | 1,9 | 7,4 | 8,9 | 1,9 | 2,1 | 1,9 | 1,6 | 1,4 | 8,2 |     |     |     |     |
| 2013  | 7,8 | 2,0 | 2,1 | 1,9 | 7,4 | 8,9 | 1,9 | 2,1 | 1,9 | 1,6 | 1,4 | 8,2 | 1,9 | 2,1 |     |     |
| 2014  | 7,8 | 2,0 | 2,1 | 1,5 | 7,4 | 8,9 | 1,9 | 2,1 | 1,9 | 1,6 | 1,4 | 8,2 | 1,9 | 2,1 | 1,1 | 1,0 |
| 2015  | 7,8 | 2,0 | 2,1 | 1,5 | 7,4 | 8,9 | 1,5 | 1,6 | 1,9 | 1,6 | 1,4 | 8,2 | 1,9 | 2,1 | 1,1 | 1,0 |
| 2016  | 7,8 | 2,0 | 0,4 | 1,5 | 7,4 | 1,7 | 1,5 | 1,6 | 0,5 | 0,8 | -   | 8,2 | 1,9 | 2,1 | 1,1 | 1,0 |
| 2017  | 0,2 | 2,0 | 0,4 | 1,5 | 1,0 | 1,7 | 1,5 | 1,6 | 0,5 | 0,8 | -   | 0,7 | 1,9 | 1,2 | 1,1 | 1,0 |
| 2018  | 0,2 | 0,4 | 0,4 | 1,5 | 1,0 | 1,7 | 1,5 | 1,6 | 0,5 | 0,8 | -   | 0,7 | 0,4 | 1,2 | 1,1 | 1,0 |
| 2019  | 0,2 | 0,4 | 0,4 | 0,7 | 1,0 | 1,7 | 1,0 | 1,6 | 0,5 | 0,8 | -   | 0,7 | 0,4 | 1,2 | 0,3 | 0,4 |
| 2020  | 0,2 | 0,4 | 0,4 | 0,7 | 1,0 | 1,7 | 1,0 | 0,5 | 0,5 | 0,8 | -   | 0,7 | 0,4 | 1,2 | 0,3 | 0,4 |